# Lettland i olympiska vinterspelen 2010
Lettland deltog vid de olympiska vinterspelen 2010 med 58 deltagare som tävlade i 9 sporter.

## Medaljer
| Valör  | Utövare                    | Sport    | Gren   |
| ------ | -------------------------- | -------- | ------ |
| Silver | Andris Šics och Juris Šics | Rodel    | Dubbel |
| Silver | Martins Dukurs             | Skeleton | Herrar |

## Uttagna till OS
| Namn                                                            | Kön | Sport                                      |
| --------------------------------------------------------------- | --- | ------------------------------------------ |
| Liene Fimbauere                                                 | D   | Alpin skidåkning (3 aktiva)                |
| Roberts Rode                                                    | H   | Alpin skidåkning (3 aktiva)                |
| Kristaps Zvejnieks                                              | H   | Alpin skidåkning (3 aktiva)                |
| Jānis Miņins Daumants Dreiškens                                 | H   | Bob (8 aktiva)                             |
| Edgars Maskalāns Raivis Broks                                   | H   | Bob (8 aktiva)                             |
| Jānis Miņins Daumants Dreiškens Oskars Melbārdis Intars Dambis  | H   | Bob (8 aktiva)                             |
| Edgars Maskalāns Pāvels Tulubjevs Raivis Broks Mihails Arhipovs | H   | Bob (8 aktiva)                             |
| Haralds Silovs                                                  | H   | Höghastighetsåkning på skridskor (1 aktiv) |
| Ģirts Ankipāns                                                  | H   | Ishockey (23 aktiva)                       |
| Oskars Bārtulis                                                 | H   | Ishockey (23 aktiva)                       |
| Armands Bērziņš                                                 | H   | Ishockey (23 aktiva)                       |
| Mārtiņš Cipulis                                                 | H   | Ishockey (23 aktiva)                       |
| Lauris Dārziņš                                                  | H   | Ishockey (23 aktiva)                       |
| Kaspars Daugaviņš                                               | H   | Ishockey (23 aktiva)                       |
| Guntis Galviņš                                                  | H   | Ishockey (23 aktiva)                       |
| Mārtiņš Karsums                                                 | H   | Ishockey (23 aktiva)                       |
| Rodrigo Laviņš                                                  | H   | Ishockey (23 aktiva)                       |
| Edgars Masaļskis                                                | H   | Ishockey (23 aktiva)                       |
| Gints Meija                                                     | H   | Ishockey (23 aktiva)                       |
| Ervīns Muštukovs                                                | H   | Ishockey (23 aktiva)                       |
| Sergejs Naumovs                                                 | H   | Ishockey (23 aktiva)                       |
| Aleksandrs Ņiživijs                                             | H   | Ishockey (23 aktiva)                       |
| Georgijs Pujacs                                                 | H   | Ishockey (23 aktiva)                       |
| Krišjānis Rēdlihs                                               | H   | Ishockey (23 aktiva)                       |
| Miķelis Rēdlihs                                                 | H   | Ishockey (23 aktiva)                       |
| Arvīds Reķis                                                    | H   | Ishockey (23 aktiva)                       |
| Aleksejs Širokovs                                               | H   | Ishockey (23 aktiva)                       |
| Kārlis Skrastiņš                                                | H   | Ishockey (23 aktiva)                       |
| Kristaps Sotnieks                                               | H   | Ishockey (23 aktiva)                       |
| Jānis Sprukts                                                   | H   | Ishockey (23 aktiva)                       |
| Herberts Vasiļjevs                                              | H   | Ishockey (23 aktiva)                       |
| Anete Brice                                                     | D   | Längdskidåkning (2 aktiva)                 |
| Jānis Paipals                                                   | H   | Längdskidåkning (2 aktiva)                 |
| Agnese Koklača                                                  | D   | Rodel (10 aktiva)                          |
| Anna Orlova                                                     | D   | Rodel (10 aktiva)                          |
| Maija Tīruma                                                    | D   | Rodel (10 aktiva)                          |
| Inārs Kivlenieks                                                | H   | Rodel (10 aktiva)                          |
| Guntis Rēķis                                                    | H   | Rodel (10 aktiva)                          |
| Mārtiņš Rubenis                                                 | H   | Rodel (10 aktiva)                          |
| Andris Šics Juris Šics                                          | Par | Rodel (10 aktiva)                          |
| Oskars Gudramovičs Pēteris Kalniņš                              | Par | Rodel (10 aktiva)                          |
| Haralds Silovs                                                  | H   | Short track (1 aktiv)                      |
| Martins Dukurs                                                  | H   | Skeleton (2 aktiva)                        |
| Tomass Dukurs                                                   | H   | Skeleton (2 aktiva)                        |
| Žanna Juškāne                                                   | D   | Skidskytte (9 aktiva)                      |
| Līga Glāzere                                                    | D   | Skidskytte (9 aktiva)                      |
| Gerda Krūmiņa                                                   | D   | Skidskytte (9 aktiva)                      |
| Madara Līduma                                                   | D   | Skidskytte (9 aktiva)                      |
| Ilmārs Bricis                                                   | H   | Skidskytte (9 aktiva)                      |
| Kaspars Dumbris                                                 | H   | Skidskytte (9 aktiva)                      |
| Kristaps Lībietis                                               | H   | Skidskytte (9 aktiva)                      |
| Edgars Piksons                                                  | H   | Skidskytte (9 aktiva)                      |
| Andrejs Rastorgujevs                                            | H   | Skidskytte (9 aktiva)                      |